# Alejandro Christophersen
Alejandro Christophersen (Cádiz, 1866 – Buenos Aires, 1946) fue un arquitecto y artista plástico de nacionalidad noruega (era hijo del cónsul de Noruega) que realizó sus más destacadas obras arquitectónicas en Buenos Aires.

## Biografía
Nació en Cádiz el 30 de agosto de 1866 y murió en Buenos Aires el 4 de febrero de 1946. Hijo del cónsul de Noruega Thorvaldo Christorphersen y Fanny Younger.
En 1877 fue enviado a Noruega para que cursara sus estudios de Bachillerato.
En 1885 se graduó en la Escuela de Arquitectura y Escenografía de la Real Academia de Bellas Artes de Bruselas. Se trasladó luego a París donde se incorporó al atelier Pascal de la rama Arquitectura de la École des Beaux Arts.
En 1887 viajó a Uruguay, donde permaneció brévemente, para luego ir a Buenos Aires donde se afincó y realizó una fecunda obra arquitectónica, tanto en su cantidad como en su calidad. Hasta 1892 trabajó como socio del ya consagrado arquitecto Carl Kihlberg, que había trabajado para el Estado Nacional diseñando parte de la Casa Rosada y el edificio de la Capitanía de Puertos de Buenos Aires (hoy demolida). Sus primeras obras en la capital argentina fueron para el Ferrocarril Bahía Blanca al Noroeste a través de los hermanos Hume, que eran ingenieros contratistas; y también trabajaron a la par para construir diversas residencias de la clase alta.

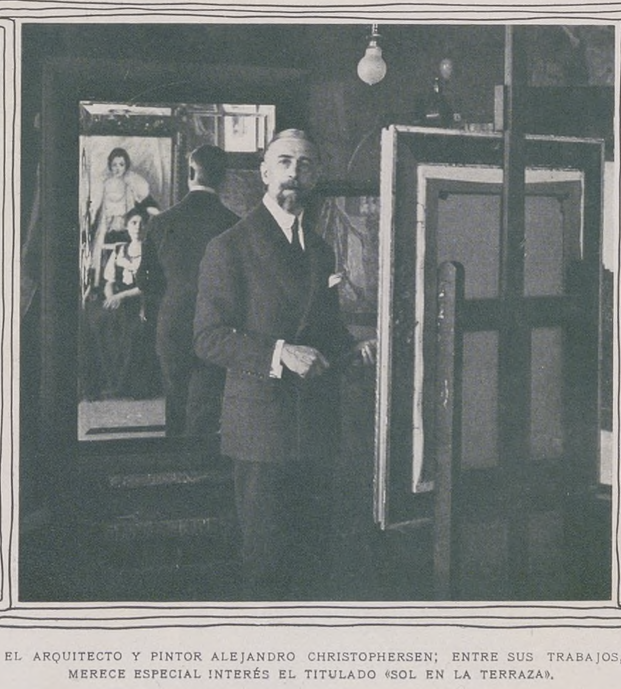
Alejandro Christophersen en 1917.

A partir de 1892, Christophersen lanzó lo que sería una muy exitosa carrera personal que duraría casi cinco décadas. La bibliografía especializada lo considera la figura central de la arquitectura ecléctica en la Argentina. En este país fue fundador de la Escuela de Arquitectura junto con Paul Hary y Joaquín Mariano Belgrano, uno de los refundadores de la Sociedad Central de Arquitectos y profesor titular de la Escuela de Arquitectura de la Facultad de Ciencias Exactas y Naturales de la Universidad de Buenos Aires.
En la década del 1920 mantuvo una polémica con el arquitecto vanguardista Alejandro Virasoro. El tema versaba sobre las diferencias entre el decorado de estilo Academicista, al que adscribía Christophersen, y el Racionalismo y art decó que irrumpían con fuerza.

## Obras

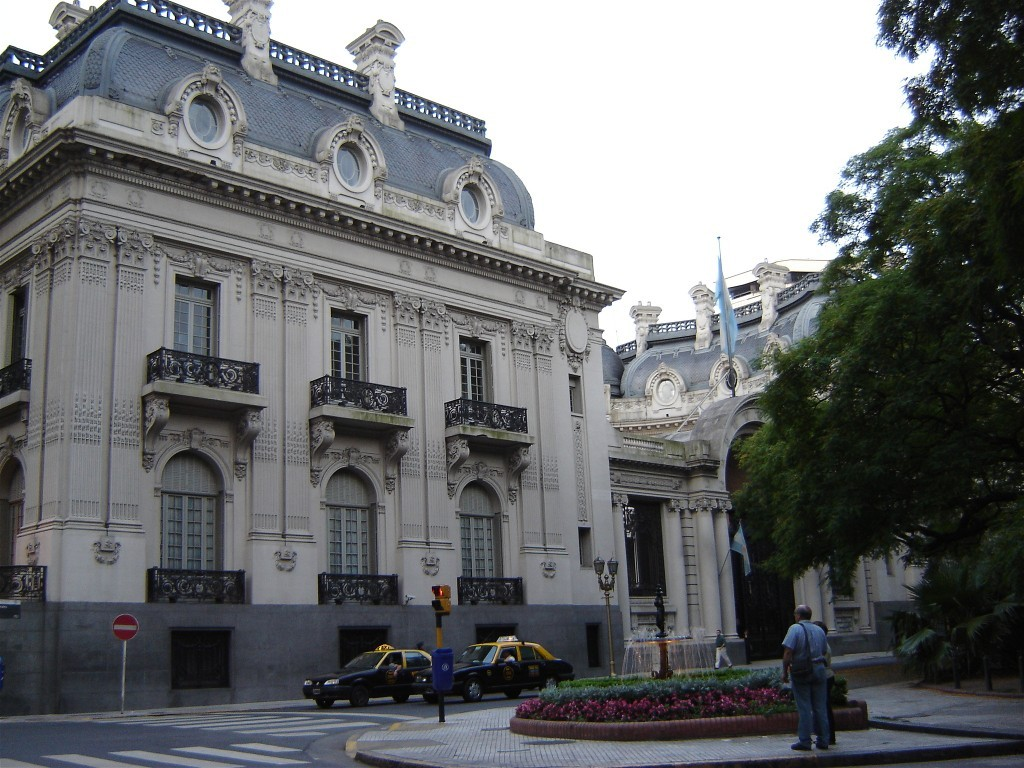
Palacio Anchorena actualmente el "Palacio San Martín", sede de Ceremonial del Ministerio de Relaciones Exteriores.

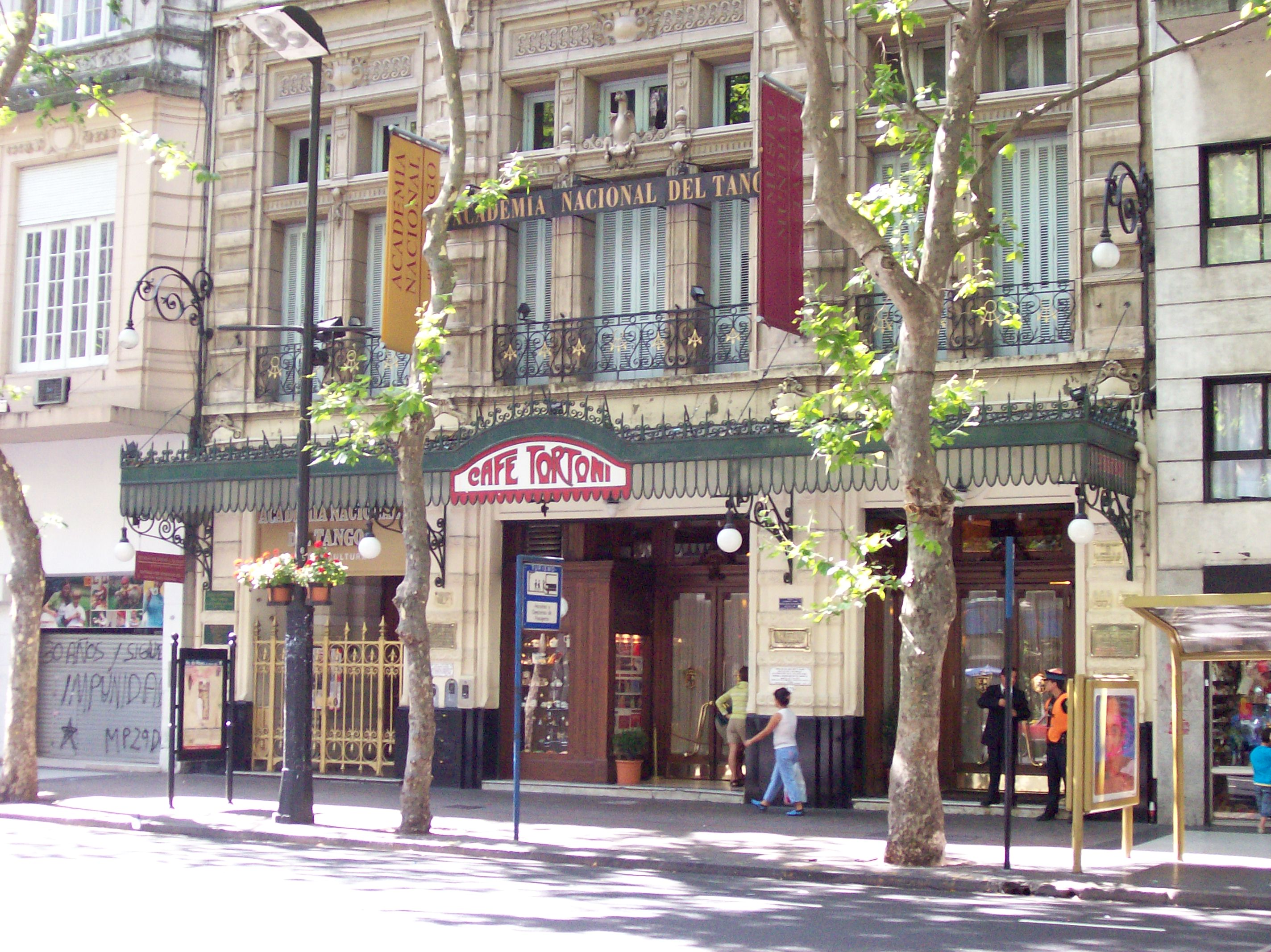
Café Tortoni y antigua residencia de los Unzué.

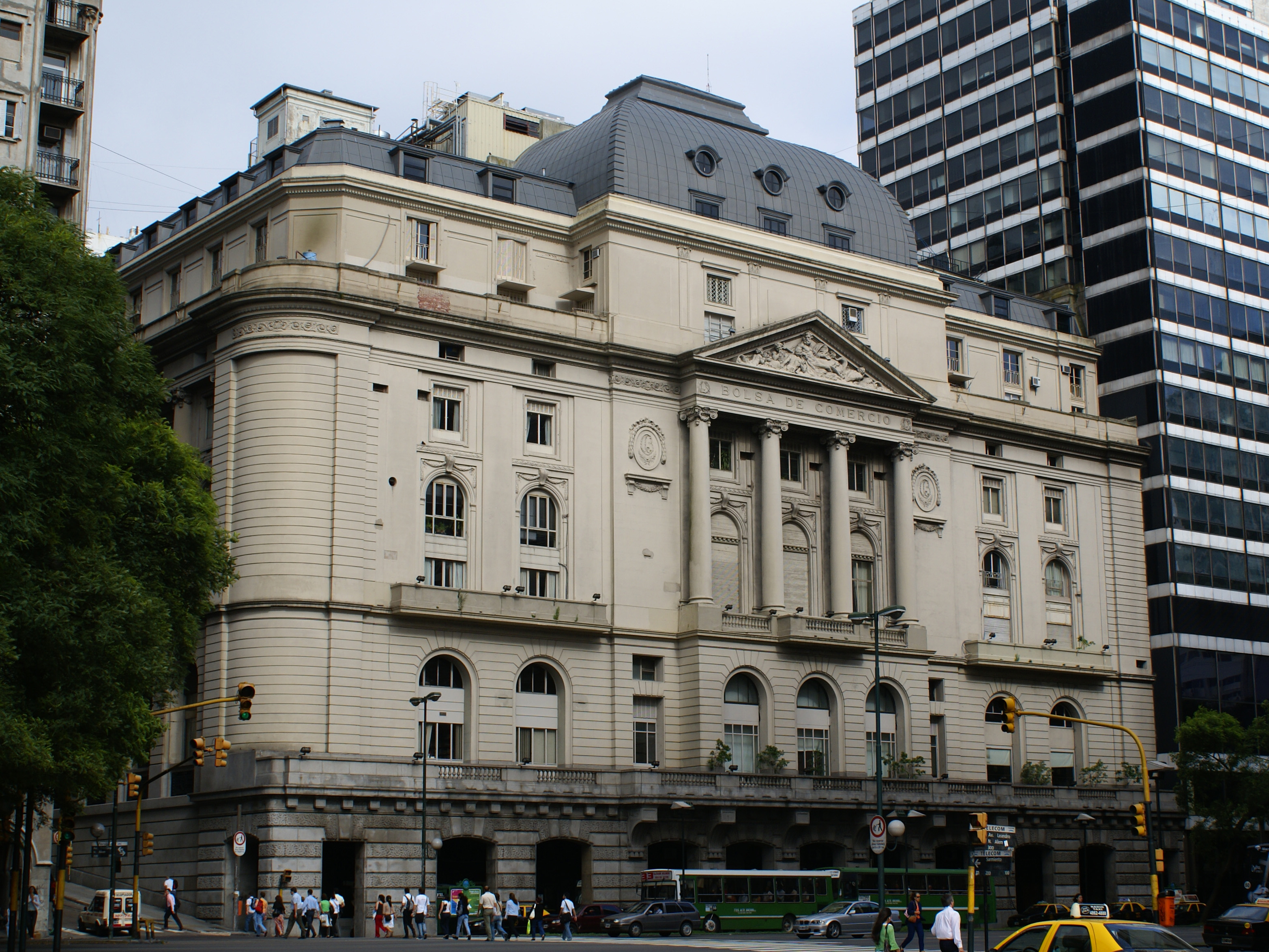
Bolsa de Comercio de Buenos Aires.

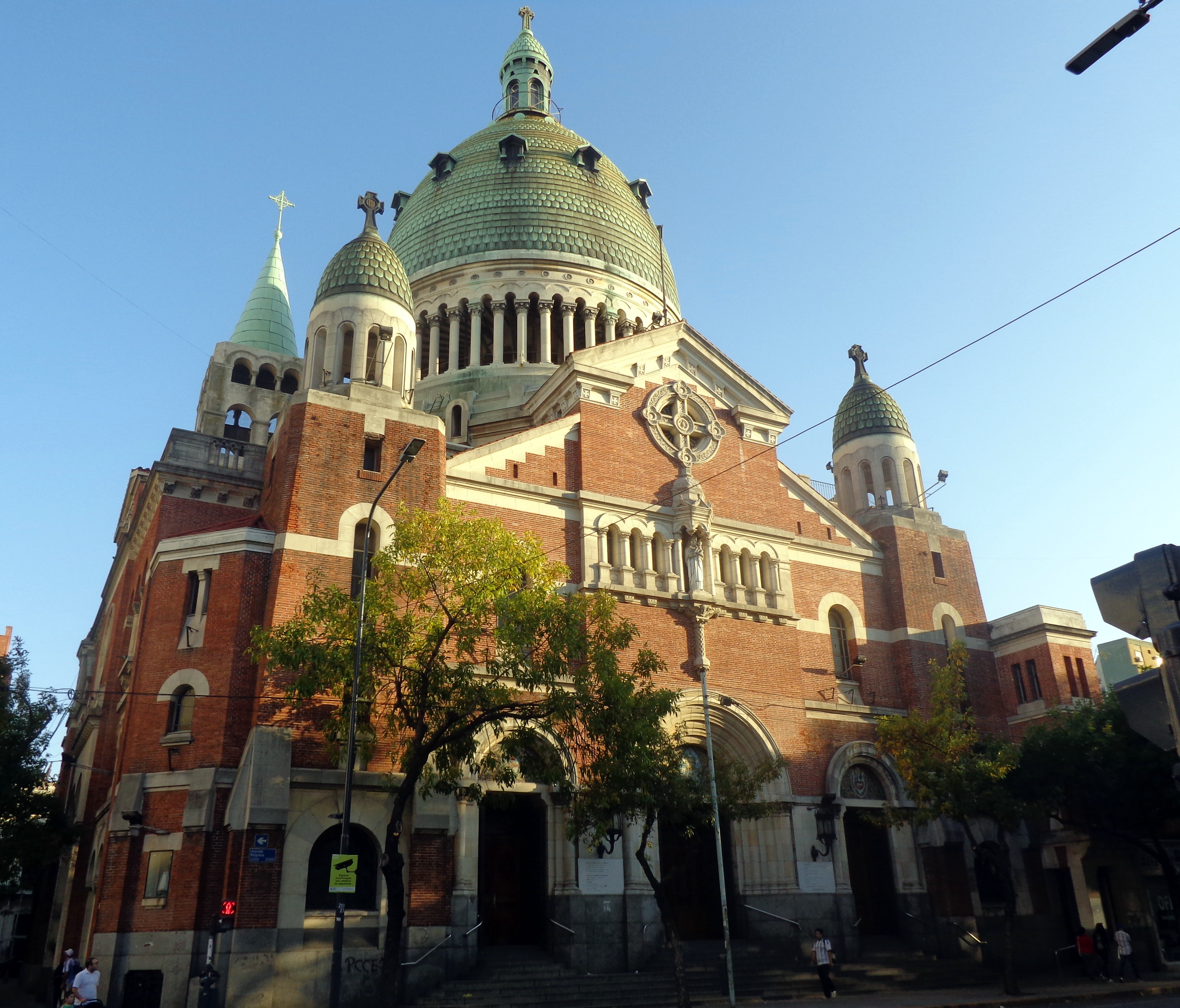
Basílica y Santuario de Santa Rosa de Lima.

En la Ciudad de Buenos Aires, ordenadas cronológicamente:
- 1893-1896: Hospital de Niños Dr. Ricardo Gutiérrez.
- 1893: Residencia de los Unzué y Café Tortoni, en la Avenida de Mayo 825.
- 1893-1895: Edificio propiedad de María Carranza de Lawson (hoy Hotel Astoria), en la Avenida de Mayo 902.
- 1894: Escuela Nº 19 Leandro Alem, en la calle Fray Cayetano Rodríguez 95.
- 1898: Panteón de la Sociedad Española de Socorros Mutuos en el Cementerio de la Chacarita.
- 1898-1901: Iglesia Ortodoxa Rusa de la Santísima Trinidad, obra del arquitecto ruso Mijail Timofeievich Preobrazensky. Christophersen se encargó solamente de la Dirección de Obra en Buenos Aires.
- 1902: Residencia Braceras (hoy sede de la Asociación de Fabricantes de Celulosa y Papel AFCP) Avda. Belgrano 2852.
- ?-1904: Cia. Nueva de Gas Buenos Aires Ltda. (hoy en día sede de la Dirección Nacional de Patrimonio y Museos de la Ciudad de Buenos Aires), en la calle Adolfo Alsina 1169.
- 1905: Sociedad Hipotecaria Belga América, en calle Bartolomé Mitre 226 (muy modificado actualmente)
- 1906: Residencia para el señor Pedro Méndez, Cerrito 1250. Actualmente sede del Centro Argentino de Ingenieros
- 1908: Círculo Italiano (antiguo Palacio Leloir), en Libertad 1264.
- 1906-1909: Parroquia Nuestra Señora de Caacupé, Avenida Rivadavia 4879.
- Palacio Anchorena perteneciente a la aristocrática familia de Mercedes Castellanos de Anchorena (actual sede del Ministerio de Relaciones Exteriores, Comercio Internacional y Culto de la República Argentina denominado "Palacio San Martín"), en la calle Arenales 761. Construcción: 1909. Inauguración: 1916. Esperaba poder ser inaugurarlo para el Centenario Argentino de la Revolución de Mayo a celebrarse en 1910, pero como no se terminó para esa fecha se realizó el baile en conmemoración del Centenario de la Independencia Argentina.
- 1914: Edificio de la Asociación Argentina de Actores, en la calle Adolfo Alsina 1762.
- 1914: Palacio Dassen, conjuntamente con  Claro Cornelio Dassen, en la calle Adolfo Alsina, vivienda familiar con local comercial en la parte baja y una torre de 60 metros de altura con fines astronómicos.
- ?-1916: Tercera sede de la Bolsa de Comercio de Buenos Aires, en la calle Sarmiento 299.
- 1914-1916: Instituto Nuestra Señora del Buen Consejo, en la calle Santa María del Buen Ayre 953.
- 1926-1934: Basílica Santuario de Santa Rosa de Lima, en la Avenida Belgrano esquina Pasco.
- ?-1931: Iglesia Regina Apostolorum, en Av. Avellaneda 2679.
- ?-1941: Santa Magdalena Sofía Barat, en la calle Salvador María del Carril 2458.
- ?-1940: Edificio Transradio (hoy HSBC), en Avenida Corrientes 480. Este edificio fue originalmente construido para las instalaciones de la compañía de transmisiones radioeléctricas Transradio S.A., de la que Christophersen era miembro de su directorio.[3]
- s/d: Banco de la Nación Argentina, Sucursal Plaza Miserere, en la Avenida Rivadavia 2856.
- s/d: Casa en Caracas 370.

- en la provincia de Buenos Aires:

- 1903: Banco Nación, actual edificio de la Aduana,  en Bahía Blanca,  calle Estomba 2 y Av. Colón 17.
- 1905: Banco de la Nación Argentina, en Chacabuco, calles Belgrano y Sarmiento.
- 1905: Banco de la Nación Argentina, en Dolores, calles Belgrano y Gral. Rico.

- en Rosario, Provincia de Santa Fe:

- Residencia de Luis Pinasco (hoy Rectorado de la Universidad Nacional de Rosario), en calle Córdoba 1814 (paseo del Siglo).
- Residencia de Casiano Casas y Adela Echesortu (Hoy Colegio de Escribanos), en calle Córdoba 1852 (paseo del Siglo)
- Residencia de Fernández Díaz Pasaje Álvarez
- Panteón de Casiano Casas en Cementerio "El Salvador"
- Panteón de Melitón Ibarlucea en el Cementerio "El Salvador"

- 1905: Banco de la Nación Argentina (hoy Sede de los Tribunales Federales), en Corrientes (Provincia de Corrientes), calles Carlos Pellegrini y La Rioja.
- ?-1922: Iglesia Asunción de la Santísima Virgen y Colegio San Alberto y San Enrique, en Serrano (provincia de Córdoba).

### En Uruguay
- Residencia para Ovidio Morató, en Av. Juan Bautista Alberdi 6189, Montevideo. Construcción: 1924.

### Asociado con Carl Kihlberg
- Residencia para Nicholas Bouwer (luego de Mihanovich), en Juramento 1938. Construcción: c.1892. (demolida)
- Estación Rosario, del Ferrocarril Bahía Blanca al Noroeste.

### Demolidas
- Iglesia de los Marineros Noruegos, en Av. Ing. Huergo 1267, Buenos Aires. Construcción: 1918. (Demolida por la Autopista 25 de Mayo)
- Banco Escandinavo Argentino, en la calle Sarmiento 354. Proyección: 1919. Inauguración: 1920. (Totalmente modificado y modernizado)
- Residencia de Alberto Leloir, en Av. Córdoba 624, Buenos Aires. (Demolida para ensanchar la Avenida Córdoba)
- Residencia de Héctor Cobo, en Suipacha 1258, Buenos Aires. Construcción: 1909. (Demolida para construir un edificio residencial)
- Residencia de Alberto y Amancio Williams, en Virrey Loreto 1940, Buenos Aires. Construcción: 1910. (Demolida para construir una torre de departamentos)
- Banco de la Nación Argentina, en Boulevard Roca y Avellaneda, Santa Rosa. Construcción: 1905. (Demolido para modernizar la sucursal)
- Chalet para Antonio Leloir, en calle Alvear 2010, Mar del Plata. Construcción: 1895. (Totalmente remodelada como “Villa Kelmis” por el arquitecto Alejandro Bustillo en 1916/17). Hoy “Chateau Fontenac”)
- Residencia de Ignacio de Urtubey, en Av. Rivera y Boulevard Artigas, Montevideo. Construcción: 1907. (Demolida para construir un edificio residencial)
- Pabellón Argentino en la Exposición Internacional de Río de Janeiro de 1922, en Brasil. (Demolido por tratarse de una estructura temporal)
- Palacio Tomás Devoto (1899-1938). De estilo ecléctico tenía una entrada para el servicio sobre la calle Charcas (M.T.de Alvear) que conducía a un pequeño jardín, y la principal por avenida Callao. En 1900 sirvió de residencia temporal al entonces presidente del Brasil, Manuel Ferraz de Campos Salles, en su visita a la Argentina.[4]